# Identitet (pesma)
Identitet je singl srpskog rok benda YU grupa izdat 1979. godine. Nalazi se na LP albumu na B strani zajedno sa pesmom Ideš mi na nerve, koja se nalazi na A strani. Pesmu je otpevao Dragi Jelić i producirao Enco Lesić. U pesmi se opisuje mladi čovek koji sa sela dolazi u grad. Nesnalaženje u društvu i njegov identitet su u prvom planu. Pesma se nalazi na dvostrukom kompilacijskom albumu The Ultimate Collection iz 2009. godine.

## Spoljašnje veze
- Istorija YU grupe
- Identitet - Discogs